# Jezioro Łęczyckie
Jezioro Łęczyckie – jezioro na Równinie Nowogardzkiej, położone w gminie Stara Dąbrowa, w powiecie stargardzkim, w woj. zachodniopomorskim.
Według danych gminy powierzchnia zbiornika wynosi 22,7 ha, długość 930 m i szerokość 450 m. Średnia głębokość w jeziorze to 4,2 m, a maksymalna 9,3 m. Objętość wody w zbiorniku wynosi 953,4 tys. m³. Lusto wody jeziora znajduje się na wysokości 52,0 m n.p.m. Długość linii brzegowej akwenu wynosi 2050 m.
Jezioro Łęczyckie rozdziela od południa niewielki półwysep, który wyznacza mniejszą wschodnią część jeziora. Obie części mają wydłużony kształt o przebiegu południkowym. 
Według typologii rybackiej Jezioro Łęczyckie jest jeziorem sandaczowym. 
Na południowym brzegu jeziora leży wieś Łęczyca. Na północ od Jeziora Łęczyckiego (ok. 0,5 km) znajduje się Jezioro Parlińskie, a pomiędzy nimi jest zarastający staw (o dł. 200 m). W niewielkiej odległości od zachodniego brzegu jeziora biegnie droga wojewódzka nr 106.